# キスワ

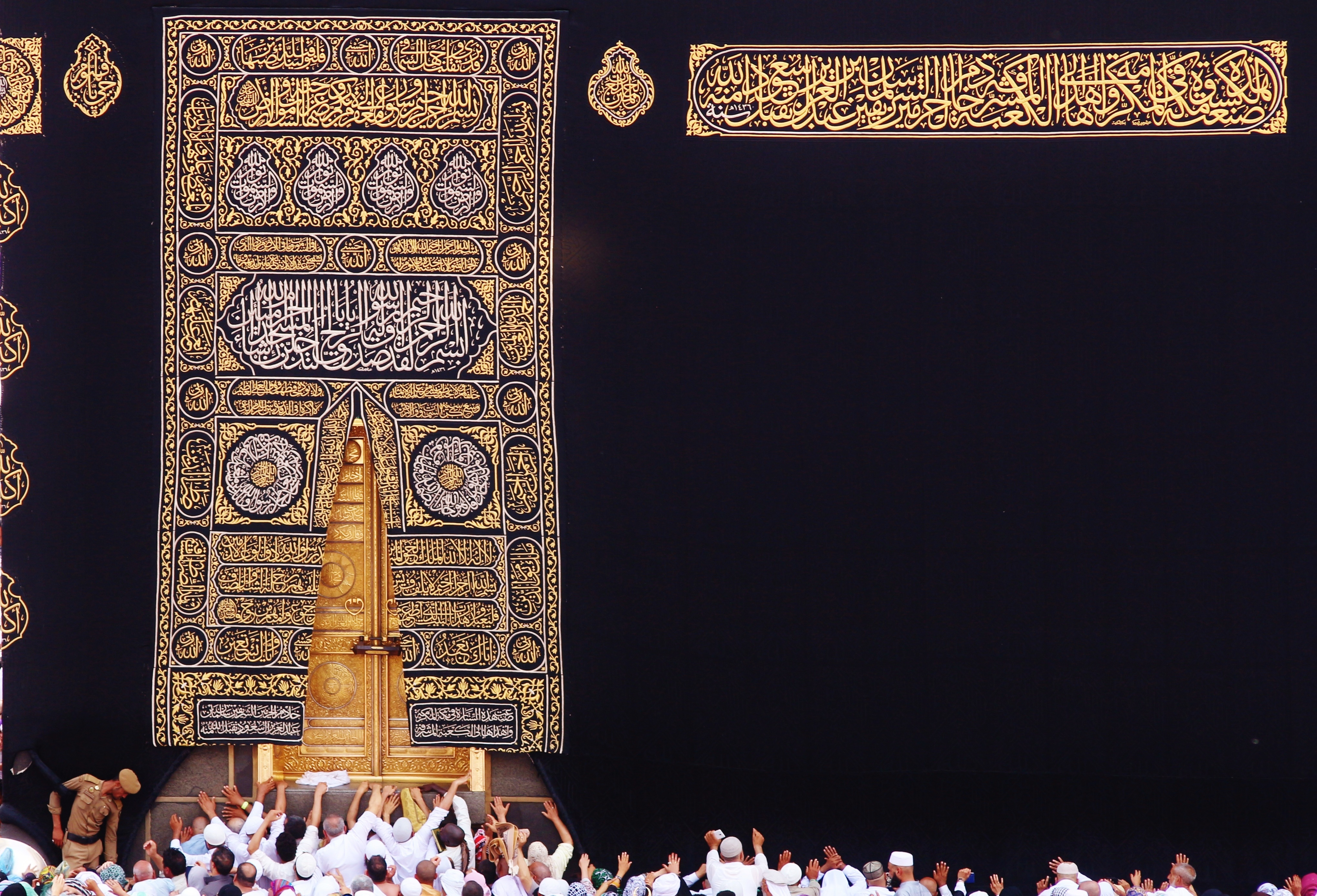
カアバ神殿扉付近

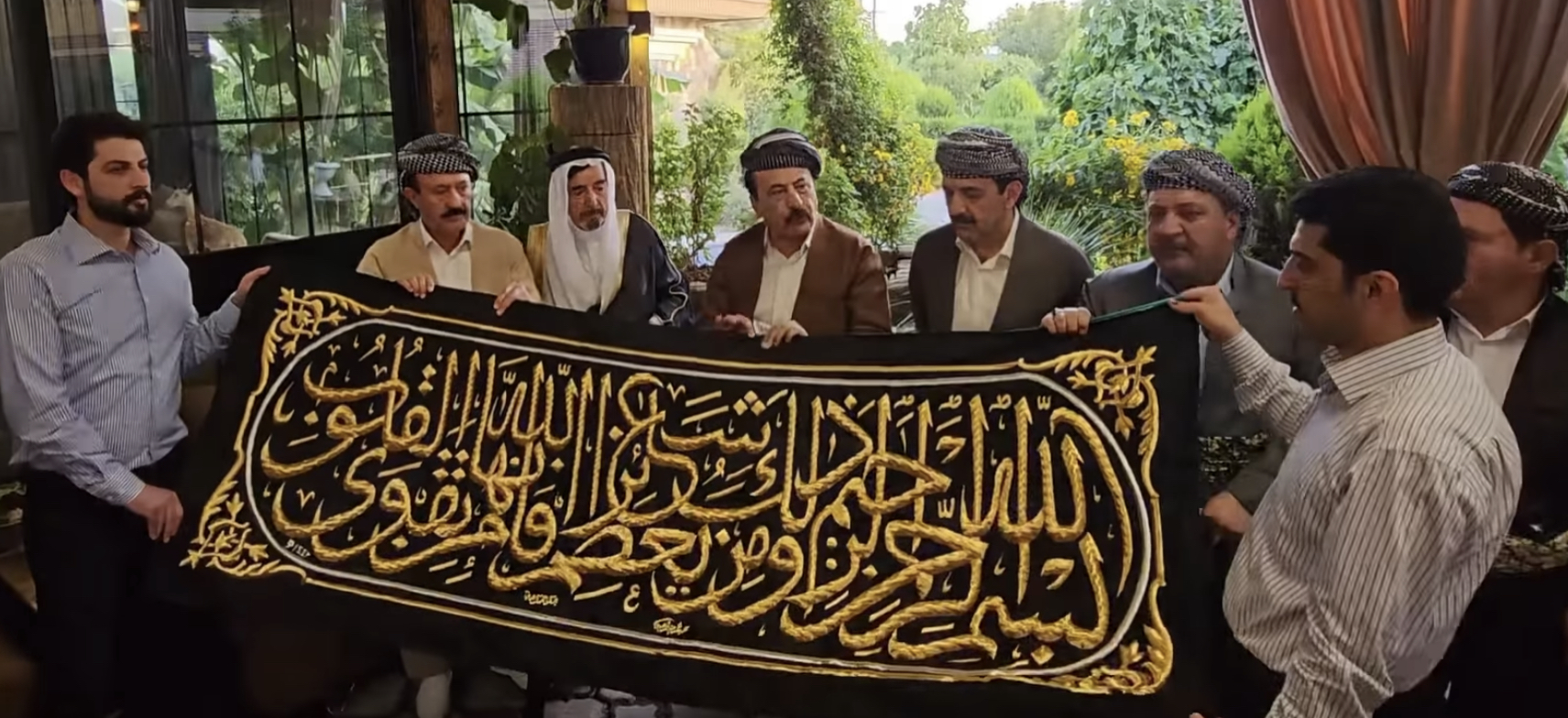
キスワの一片を手にするイラク クルディスタンの人々

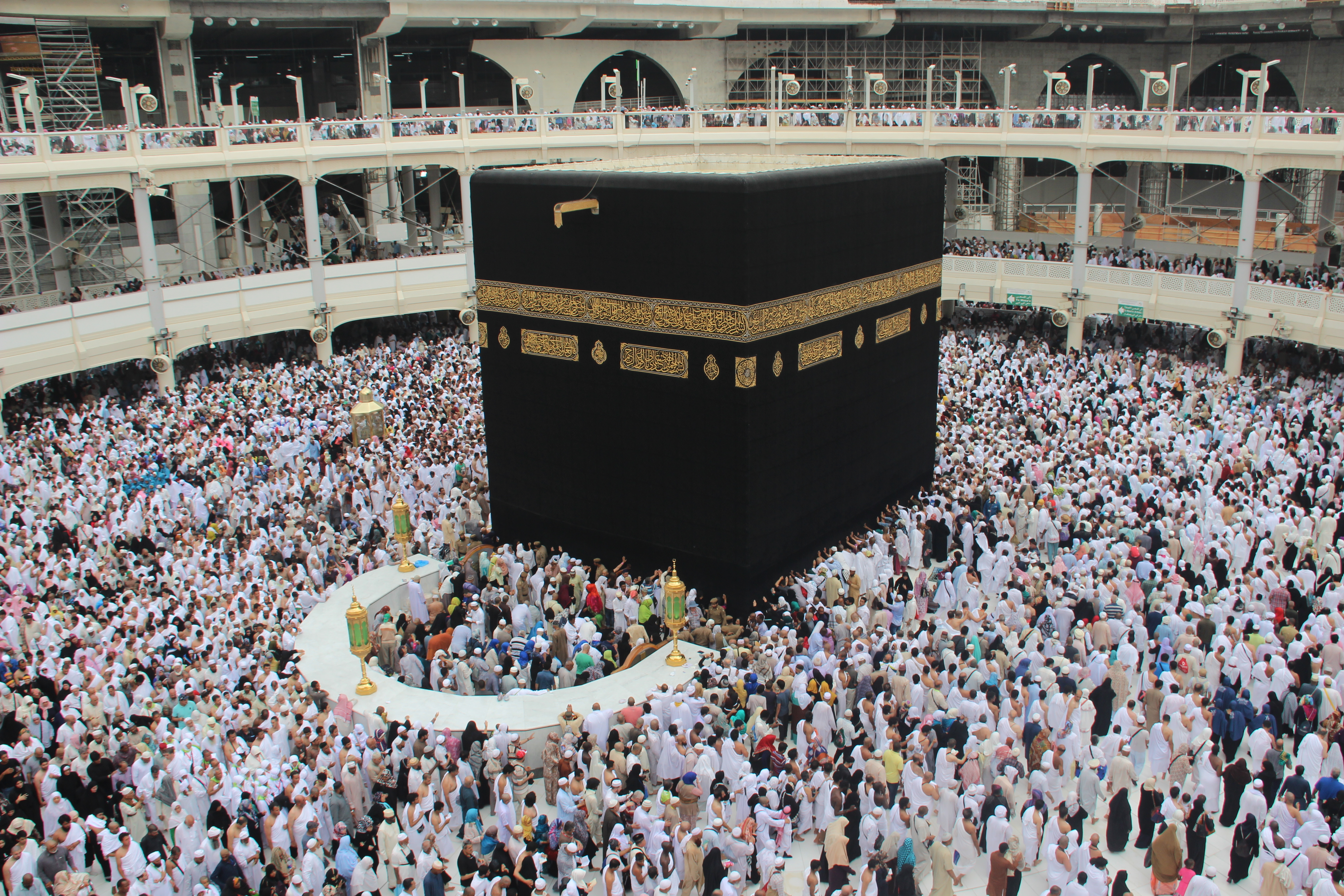
カアバ神殿

キスワ（アラビア語：كِسْوَة, kiswahないしはkiswa, キスワ）はアラビア語の「服、衣類」「（壁などの）掛け布、覆い」を意味する名詞。
単に「キスワ」という場合、現代ではイスラーム用語として聖地マッカ（メッカ）にあるカアバ神殿を覆う黒布 كِسْوَة الْكَعْبَةِ（kiswat al-kaʿba(h), キスワト・アル＝カアバ, 「カアバのキスワ、カアバの掛布」の意）のことを指すのが一般的。

## 役割と歴史
キスワの役割は、ユダヤ人の契約の箱（サムエル記下第6章第17節）の天幕と同様の神聖な天幕の痕跡を表すものとされる。
クライシュ族がムハンマドとムスリムを弾圧していた時代、当時、クライシュ族がカアバにキスワを飾っていたが、彼らはクライシュ族の行動に賛同することがなかった。630年、マッカがイスラーム勢力の手に落ちると、ムハンマドは、クライシュ族の手によって飾られていたキスワを燃やし、そのあとに、イエメン産の白い布をカアバに飾った。このことが、イスラームにおけるキスワの始まりである。
ムハンマド没後も、キスワを飾る風習は続けられた。ウマイヤ朝を創始したムアーウィヤは、1年に2回、キスワを新たなものにしたとされる。
現代においてはサウジアラビア政府が大巡礼（ハッジ）の月であるヒジュラ暦（イスラーム暦）12月9日に新品と交換。また大巡礼期間中は非常に多くの人々がカアバ神殿を取り囲むため上方に巻き上げられる。
交換された古いキスワは分割され、展示されたりイスラーム諸国に贈られるなどしている。

## 色・形状

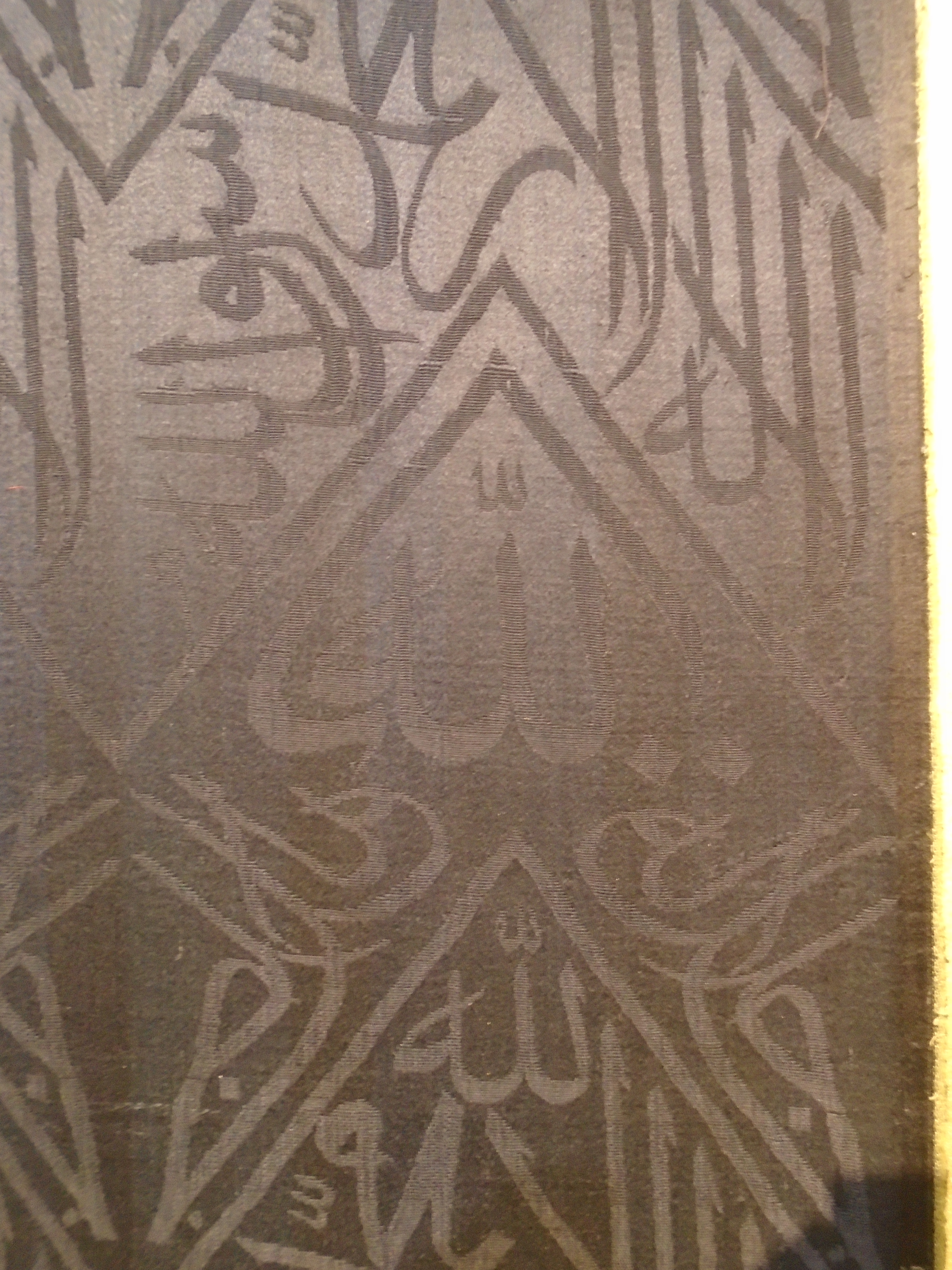
黒地部分

カアバ神殿の覆いは時代によって色・形状が異なっており、現在のような黒地に金の装飾を入れたデザインになったのはアッバース朝期第34代カリフ（アン＝）ナースィルの時代だったとされる。
- イスラーム以前の多神教期（ジャーヒリーヤ時代）：明るい茶、ヤギ革製（預言者イブラーヒームによりかけられたのが始まりだと言い伝えられている）
- 預言者ムハンマドらによるメッカ（マッカ）征服後：赤と白の縞模様、イエメン製布地
- 正統カリフ時代（アブー・バクル期）：白、エジプト製
- 正統カリフ時代（ウスマーン期）：1枚布では重すぎるため2枚重ねに変更
- ウマイヤ朝期～ヒジュラ暦64年（西暦683/684年）：赤（反ウマイヤ朝側による変更）
- アッバース朝期（ハールーン・アッ＝ラシード期）：白、エジプト製の薄布、カリフの名前入り
- アッバース朝期～ヒジュラ暦200年（西暦815/816年）：黄と白の2種の布地
- アッバース朝期～ヒジュラ暦206年（西暦821/822年）：年3回交換、色は赤→白その1→白その2の形で毎回入れ替え
- ファーティマ朝期～ヒジュラ暦456年（西暦1063/1064年）：黄
- アッバース朝期～ヒジュラ暦614年（西暦1217/1218年）：緑
- アッバース朝期～ヒジュラ暦622年（西暦1225年）：アッバース朝のシンボルカラーであった黒、金装飾つき

現在は外壁は黒（絹製）で巻き上げた際に白色が現れる。金色の糸でつづられた聖典クルアーン（コーラン）の章句が最も目立つが、黒地部分にも一面にアラビア文字による文言がちりばめられている。
なお、カアバ神殿内側は壁の上半分に緑の布地がかけられており、銀色でクルアーンの章句や祈りなどの文言があしらわれている。